# Peter Lindbergh
Pour les articles homonymes, voir Lindbergh (homonymie).
Peter Lindbergh, pseudonyme de Peter Brodbeck, né le 23 novembre 1944 à Lissa (Allemagne) et mort le 3 septembre 2019 à Dallas, est un photographe de mode, portraitiste et réalisateur allemand.

## Biographie

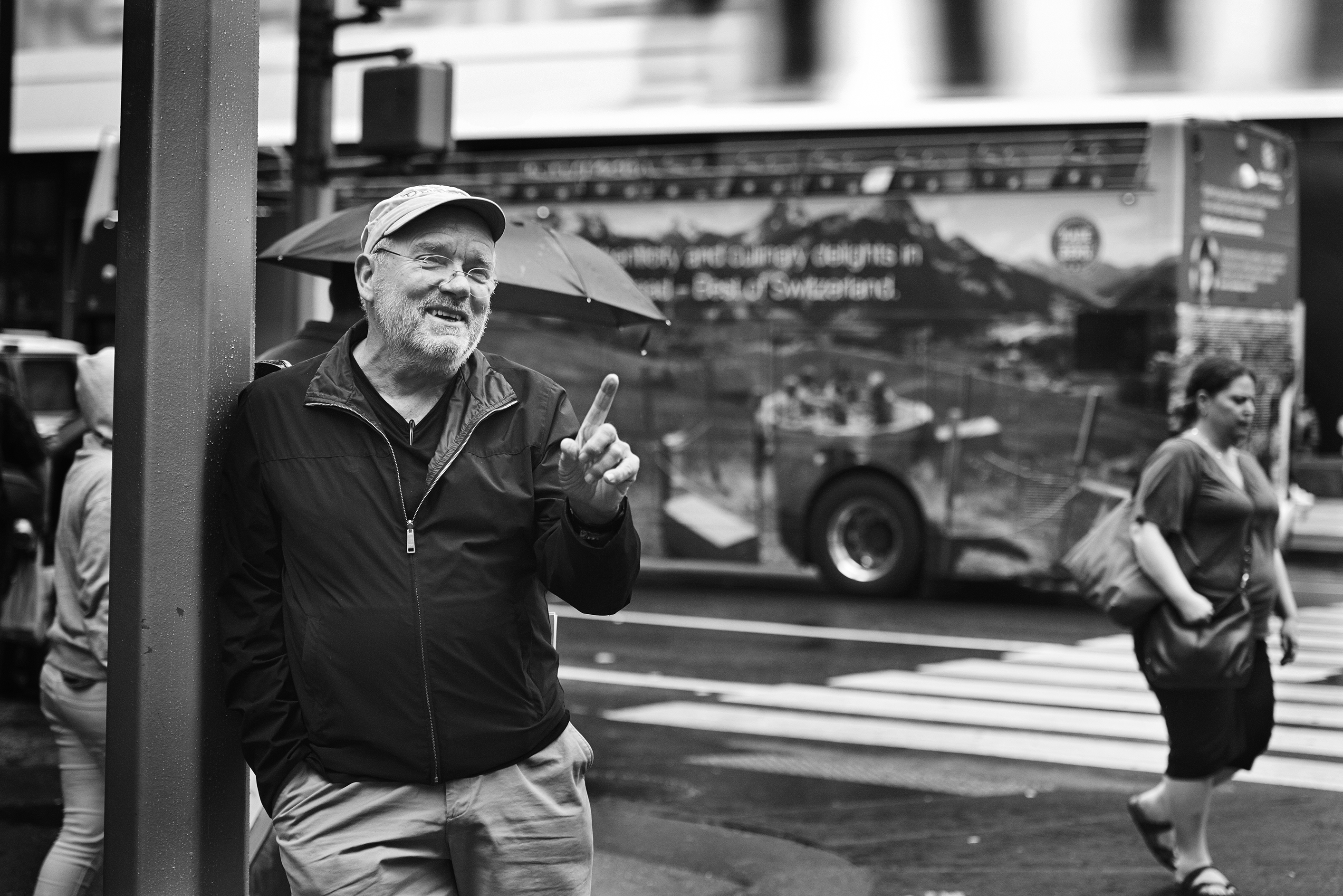
Peter Lindbergh à New York par Stefan Rappo en 2016.

Peter Brodbeck naît le 23 novembre 1944 à Lissa en Pologne (ville annexée à l’Allemagne au sein du Reichsgau Wartheland de 1939 à 1945, aujourd'hui Leszno). Son père est marchand de bonbons. Il passe son enfance à Duisbourg, « une enfance simple, sans superflu, puisqu'il n'y avait rien à Duisbourg » précise-t-il. Adolescent, il travaille comme décorateur étalagiste pour les magasins Karstadt et Horten à Duisbourg. Comme il vient d’une région de l’Allemagne située près de la frontière avec les Pays-Bas, la Rhénanie-du-Nord-Westphalie, il passe les vacances d’été en famille sur la côte néerlandaise, près de Noordwijk. Les vastes plages néerlandaises, de même que les quartiers industriels de Duisbourg où grandit Peter Brodbeck, auront une profonde influence sur son œuvre au fil des ans. Au début des années 1960, il déménage à Lucerne et, quelques mois plus tard, à Berlin, où il s’inscrit à l'Académie des arts de Berlin. Suivant les traces de son idole, Vincent van Gogh, il se rend à Arles en auto-stop. Il se souvient de ces années : « Je préférais m’inspirer de Van Gogh, mon idole, plutôt que de peindre les portraits et les paysages imposés dans les écoles d’art ». Après avoir passé plusieurs mois à Arles, il poursuit son périple, qui durera deux ans, en Espagne et au Maroc.
À son retour en Allemagne, il étudie l’art abstrait à l’école d’art de Krefeld, en Rhénanie-du-Nord-Westphalie. Il découvre Joseph Kosuth et l'art conceptuel, qui le marqueront. Avant l’obtention de son diplôme, il est invité à présenter ses œuvres à la prestigieuse galerie d’avant-garde Denise René-Hans Mayer (de). Après s’être installé à Düsseldorf, il se tourne vers la photographie et travaille deux ans comme assistant du photographe allemand Hans Lux : « c'était un photographe commercial dénué d'ambition, mais un type très humain. Il m'a tout montré […] Travailler avec lui a été très important pour moi » commente-t-il. Puis il ouvre son propre studio en 1973. Rapidement il devient « la comète de la publicité allemande ». Sa réputation grandit en Allemagne, et il se joint alors à l’équipe du magazine Stern, où il côtoie les photographes légendaires que sont Helmut Newton, Guy Bourdin et Hans Feurer,. Quelques années plus tard, il s'installe à Paris.

## Photographie
Peter Lindbergh crée une nouvelle forme de réalisme en redéfinissant les canons de la beauté grâce à des images intemporelles marquées par l’influence de photographes documentaires et de photojournalistes comme Dorothea Lange, Henri Cartier-Bresson et Garry Winogrand, même si ses maîtres restent André Kertész, Richard Avedon ou Irving Penn. Son approche humaniste et son idéalisation de la femme le distinguent des autres photographes : Peter Lindbergh s’intéresse avant tout à l’âme et à la personnalité de ses sujets. Convaincu que l’intérêt d’un sujet réside ailleurs que dans son âge, il bouscule les normes de la photographie de mode à une époque où l’on a l’habitude d’exagérément retoucher les images. En 2014, Peter Lindbergh explique en entrevue que « la responsabilité des photographes, aujourd’hui, doit être de libérer les femmes et, en somme, tout le monde, de la hantise de la jeunesse et de la perfection[source insuffisante]». 
Peter Lindbergh photographie ses sujets dans un état brut, « en toute honnêteté », loin de tous les stéréotypes, puisque l’artiste préfère un visage laissé à nu, presque sans maquillage, sans coiffure trop travaillée, « quelque chose de flou qui se nomme l'émotion », de manière à faire ressortir l’authenticité et la beauté naturelle des femmes devant son objectif. Il propose une nouvelle interprétation de la femme dans l’ère post-années 1980. Comme l’écrit la journaliste britannique Suzy Menkes : « Le refus de la perfection bien lisse est la marque distinctive de Peter Lindbergh : ses images plongent dans l’âme sans fard de ses sujets, peu importe leur familiarité ou leur célébrité. »
En 1988, la série de Peter Lindbergh montrant des mannequins qu’il vient de découvrir, toutes vêtues de chemises blanches, a un immense succès international et lance la carrière de cette nouvelle génération de top-modèles. L’année suivante il photographie Linda Evangelista, Naomi Campbell, Tatjana Patitz, Cindy Crawford et Christy Turlington pour la couverture de l’édition de janvier 1990 du Vogue britannique, qui passera à la postérité ; c’est la première fois que ces futures icônes de la mode sont réunies sur une photo. Lindbergh est ainsi à l’origine de ce que l’on appelle l’ère des « supermodels » ; s’inspirant de cette fameuse couverture, George Michael demande aux mannequins immortalisées par Lindbergh de jouer dans le vidéoclip de sa chanson Freedom! '90. D'autres séries marqueront plus particulièrement sa carrière, telle Kate Moss en salopette pour Harper's Bazaar en 1994. 
Dans une entrevue avec l’historienne de l’art Charlotte Cotton (en) réalisée en 2008, Peter Lindbergh explique : « Il était très important de recourir à la photographie en noir et blanc pour créer le supermodèle. Chaque fois que j’essayais de photographier ces sujets en couleurs, le résultat avait l’air d’une mauvaise publicité de produits cosmétiques, parce que la beauté de ces femmes frôlait la perfection. Avec le noir et blanc, on peut vraiment voir qui elles sont. J’ai estompé l’effet commercial que la couleur donne. Ce qui est frappant avec le noir et blanc, c’est à quel point il aide à communiquer une impression de réalité[source insuffisante]. »
Il se voit confier deux éditions du calendrier Pirelli, celles de 1996 et de 2002. Cette dernière met pour la première fois en vedette des actrices et non des mannequins ; la séance de photos a lieu aux studios Universal[source insuffisante]. La critique d’art australienne Germaine Greer décrit l’édition 2002 du calendrier Pirelli comme étant « la plus déstabilisante à ce jour ». Pour la première fois en cinquante ans d'histoire, le calendrier Pirelli invite Peter Lindbergh à photographier l'édition 2017, devenant ainsi le seul photographe à avoir photographié trois éditions du prestigieux calendrier. Pour celui-ci, il réalise 27 000 photographies dans divers endroits du monde. Il meurt le 3 septembre 2019 à Dallas (Texas), alors qu'il allait prendre l'avion pour rejoindre sa résidence d'été à Ibiza.

## Films et musique
Peter Lindbergh a réalisé divers films et documentaires remarqués par la critique[source secondaire souhaitée] : Models (1991); Inner Voices (1999), qui a remporté le prix du meilleur documentaire au Festival international du film de Toronto (TIFF) en 2000; Pina Bausch, Der Fensterputzer (2001); Everywhere at Once (2007), dont la narration était assurée par Jeanne Moreau et qui a été présenté au Festival de Cannes et au Festival du film de Tribeca en 2008.
Peter Lindbergh réalise l'image de l’affiche du film culte Les Prédateurs (1983) de Tony Scott, mettant en vedette David Bowie, Susan Sarandon et Catherine Deneuve, ainsi que pour la pochette de l’album de la bande originale. Il a également fait l’affiche du film Parle avec elle (2002) de Pedro Almodóvar, de même que celle du documentaire de Charlotte Rampling intitulé The Look (2011).
Ses photographies sont utilisées pour de nombreuses pochettes d’albums, notamment celles du single Quoi de Jane Birkin (1985) ; du single The Best (1989), du single I Don’t Wanna Lose You (1989), du single Foreign Affair (1990) et de l’album éponyme (1989), et de l’album Wildest Dreams (1996) de Tina Turner (en plus d’avoir réalisé le vidéoclip de la chanson Missing You ; de l’album The Globe Sessions et du single My Favorite Mistake de Sheryl Crow (1998) ; de l’album Time de Lionel Ritchie (1998) ; de l’album I am... Sasha Fierce de Beyoncé (2008) (en plus de la photographie pour les affiches promotionnelles de la tournée mondiale I am...); de l’album No Place In Heaven de Mika (2015) (en plus d’avoir réalisé le vidéoclip de la chanson The Last Party).

## Expositions et collections de musées
L’œuvre de Peter Lindbergh fait partie de la collection permanente de nombreux musées de beaux-arts de renom, comme le Victoria & Albert Museum (Londres), le Metropolitan Museum of Art (New York), la National Gallery of Victoria (Melbourne), le musée des beaux‑arts Pouchkine (Moscou), la Fondation Vincent van Gogh Arles (France) ainsi que le Fonds national d’art contemporain (France).
Les images de Peter Lindbergh sont exposées à travers le monde depuis les années 1980. Certaines de ses photos ont été présentées dans le cadre de l’exposition Shots of Style au Victoria & Albert Museum, à Londres, en 1985. L’année suivante, le Centre Georges-Pompidou à Paris, tient une exposition individuelle des photographies réalisées par Lindbergh pour Comme des Garçons et Rei Kawakubo. La styliste japonaise note, à propos du travail de Lindbergh : « La force des œuvres de Peter Lindbergh vient du caractère profondément humain de ses photographies. On n’y remarque pas seulement les mannequins et les vêtements, mais la force des sujets eux-mêmes. » La série Smoking Women de Lindbergh, d’abord exposée à la galerie Gilbert Brownstone, à Paris, en 1992, est ensuite présentée à la galerie Bunkamura à Tokyo en 1994, puis au Schirn Kunsthalle à Francfort en 1996. La même année, vu l’engouement suscité par l’exposition de 1994, le musée d’art Bunkamura propose une rétrospective de l’œuvre de Lindbergh qui dépasse les records d’affluence précédemment atteints lors des rétrospectives de l’œuvre de Jacques Henri Lartigue et de Leni Riefenstahl organisées par le musée.
En 1997 à Berlin, le Hamburger Bahnhof inaugure l’exposition Peter Lindbergh: Images of Women qui est ensuite présentée à Hambourg, à Milan, à Rome et à Vienne en 1998, lors du Festival international de la photographie au Japon, en 1999 et en 2000. Irina Antonova fait venir Images of Women au musée des beaux‑arts Pouchkine à Moscou en 2002, ce qui fait de Lindbergh le premier photographe à avoir fait l’objet d’une exposition dans le prestigieux musée russe.
Le Metropolitan Museum of Art présente l’exposition The Model as Muse en 2009. En 2010, l’exposition de Lindbergh intitulée On Street, tenue au C/O Berlin, attire 90 000 visiteurs. En avril et mai 2011, à l’initiative de Jérôme Sans, le Ullens Center for Contemporary Art, à Beijing, en Chine, expose l’immense installation de Lindbergh intitulée The Unknown. Plus de 70 000 visiteurs viennent voir l’œuvre. Du 7 avril au 10 mai 2014, le pavillon Meštrović de l’HDLU, à Zagreb, expose The Unknown et Images of Women. Il s’agit de l’exposition d’art contemporain la plus populaire des 10 dernières années en Croatie et dans les pays voisins, selon le conservateur du musée. Du 30 juin au 12 octobre 2015, le musée Thyssen-Bornemisza, à Madrid, présente les natures mortes et les portraits de Lindbergh aux côtés des œuvres d’Irving Penn, de Horst P. Horst et d’Erwin Blumenfeld dans le cadre de l’exposition Vogue Like a Painting.
Peter Lindbergh est représenté par la Gagosian Gallery. La première exposition individuelle de Lindbergh à la Gagosian Gallery a lieu à Paris fin 2014. En février 2016, la Gagosian Gallery d'Athènes lui consacre une seconde exposition, suivi par une exposition en duo avec Alberto Giacometti à Londres début 2019.
En septembre 2016, le Kunsthal de Rotterdam inaugure l'exposition A Different Vision On Fashion Photography, qui voyagera ensuite à la Kunsthalle de Munich (sous le titre From Fashion To Reality) puis à la Reggia di Venaria de Turin en Italie. Depuis son lancement, cette exposition itinérante a été visitée par plus de 500 000 personnes[source secondaire souhaitée].

## Filmographie
- 1991 : Models - The Film, tourné à New York et mettant en vedette les supermodèles Linda Evangelista, Tatjana Patitz, Naomi Campbell, Cindy Crawford et Stephanie Seymour.
- 1999 : Inner Voices, un documentaire de 30 minutes s’intéressant à l’expression de soi dans le cadre de la méthode de Lee Strasberg, remporte le prix du meilleur documentaire au Festival international du film de Toronto (TIFF) en 2000.
- 2001 : Pina Bausch - Der Fensterputzer, film expérimental d’une demi-heure sur Pina Bausch, amie du photographe, produit pour Channel 4 et présenté hors festival au Festival de Cannes en 2007.
- 2008 : Everywhere at Once, co-réalisé avec Holly Fisher, a été présenté en première mondiale au Festival du film de Tribeca à New York. Dans cette œuvre cinématographique fascinante et vaguement troublante, soutenue par la narration de Jeanne Moreau, des photographies de Lindbergh (dont de nombreux inédits) sont filmées et entrelacées avec des extraits du film Mademoiselle de Tony Richardson.

## Influences
L’œuvre de Peter Lindbergh est inspirée du film Metropolis de Fritz Lang, du Cuirassé Potemkine d’Eisenstein ainsi que des images de la Grande Dépression de Dorothea Lange, de même que de la propre enfance de Lindbergh qui, dans les années 1950, a grandi dans la ville industrielle de Duisbourg tout près de l’aciérie Krupp. L’œuvre de Peter Lindbergh, consacrée par ses séries de photos de mode à caractère narratif, est réputée pour les portraits simples et révélateurs réalisés par le photographe, ses natures mortes, et les fortes influences du cinéma allemand, des quartiers industriels de l’époque de son enfance, de la danse et des cabarets, mais aussi des paysages et du cosmos qui empreignent ses photographies.

## Livres
Son premier livre, 10 Women by Peter Lindbergh, collection de photos en noir et blanc de dix mannequins contemporains (Kate Moss, Christy Turlington, Linda Evangelista, Cindy Crawford, Amber Valletta, Naomi Campbell, Helena Christensen, Claudia Schiffer, Kristen McMenamy (en) et Tatjana Patitz, est publié en 1996 et dépasse les 100 000 exemplaires vendus[i]. Lindbergh collabore à de nombreux projets spéciaux, entre autres deux éditions complètes du Vogue entièrement consacrées à ses images, dont l’une marquant le 30e anniversaire du Vogue Allemagne. Trois numéros spéciaux de Stern sont entièrement consacrés à des séries tirées l’œuvre de Peter Lindbergh. En 2014, Reporters Sans Frontières, organisme sans but lucratif jouant un rôle de consultant auprès de l’Organisation des Nations unies et de l’UNESCO, invite Peter Lindbergh à créer un magazine illustré avec ses photos afin de promouvoir la liberté de presse et l’accès à l’information.
- 1996 : 10 Women by Peter Lindbergh, avant-propos de Karl Lagerfeld, éd. Schirmer/Mosel.  (ISBN 978-3-8238-1416-0)
- 1997 : Images of Women, présentation de Martin Harrison, éd. Schirmer/Mosel.  (ISBN 978-3-8296-0143-6)
- 1999 : Portfolio, entrevue réalisée par Antonio Ria, éd. Assouline.  (ISBN 2-84323-108-6)
- 2002 : Stories, avant-propos de Wim Wenders, éd. Arena Editions USA.  (ISBN 1-892041-64-2)
- 2006 : Untitled 116, éd. Schirmer/Mosel.  (ISBN 3-8296-0179-4)
- 2010 : Peter Lindbergh: Images of Women, Allemagne, Snoeck, 2008, p. 95.  (ISBN 9783936859898)[25]. On Street, éd. C/O Berlin.  (ISBN 978-3-8296-0506-9)
- 2011 : The Unknown, entrevue réalisée par Jérôme Sans, éd. Schirmer/Mosel. [6]  (ISBN 978-3-8296-0544-1)
- 2014 : Images of Women 2, introduction de Werner Spies, Wim Wenders et Peter Handke, éd. Schirmer/Mosel.  (ISBN 978-3829606851)
- 2016 : A Different History of Fashion by Peter Lindbergh, introduction de Thierry-Maxime Loriot, éd. Taschen, 524 p.  (ISBN 978-3-8365-5282-0)[26].
- 2017 : Peter Lindbergh. Shadows on the Wall, éd. Taschen, 292 p.  (ISBN 978-3-8365-6937-8).

## Projets spéciaux
- 1996 : Stern Fotografie - Smoking Women - Portfolio No 5, Te Neues.  (ISBN 978-3570122990)
- 2002 : Stern Fotografie - Invasion - Portfolio No 29, Te Neues.  (ISBN 978-3570193471)
- 2006 : I Grandi Fotografi of Corriere Della Sera (dans le cadre de la série avec Man Ray, Robert Mapplethorpe, Helmut Newton et Henri Cartier-Bresson)
- 2007 : Stern Fotografie Portfolio No 47, Te Neues.  (ISBN 978-3-570-19733-2)
- 2007 : Calendrier 2008 des Miss France - ELA (sur l'initiative de Sylvie Tellier et au profit de l'association ELA).
- 2008 : Dieux du Stade - calendrier 2009, organisé par le club de rugby Stade Français, 39 photographies
- 2009 : Vogue Allemagne, édition 30e anniversaire, 2009, Condé Nast.
- 2010 : Vogue Espagne, édition spéciale, 2010, Condé Nast.
- 2014 : Peter Lindbergh :100 photos pour la liberté de la presse, Reporters Sans Frontières.  (ISBN 978-2362200267)
- 2017 : Calendrier Pirelli

## Prix et nominations
- 1996 : Peter Lindbergh reçoit le prix de la fondation Raymond Loewy[27].
- 2014 : les nombreuses contributions de Peter Lindbergh à la sensibilisation au sida sont soulignées lors du gala annuel de l’amfAR à New York, au Cipriani Wall Street, avec celles de l’activiste Vanessa Redgrave. Robin Wright lui remet sa récompense en soulignant l’extraordinaire générosité du photographe envers l’amfAR. Le trophée en question était exposé ce soir-là aux côtés de deux lots dont Lindbergh avait fait don pour la vente aux enchères tenue à cette occasion. Dans son discours de remerciement, Lindbergh rend hommage à Vanessa Redgrave, elle aussi honorée lors de ce gala, en lui adressant ces mots : « Votre vie m’a appris combien il est important de défendre ce en quoi l’on croit.[28] ».